# 戸田帯刀
戸田 帯刀（とだ たてわき、1898年3月23日 - 1945年8月18日）は、日本のカトリック聖職者。洗礼名はラウレンチオ。カトリック札幌使徒座代理および横浜教区長を務め、終戦直後の8月18日に射殺された。

## 生涯
1898年（明治31年）3月23日、山梨県東山梨郡西保村に生まれる。1923年（大正12年）11月にローマ・ウルバノ大学へ留学し、1927年（昭和2年）12月17日に司祭に叙階された。
1940年（昭和15年）10月11日に札幌使徒座代理に任命され、太平洋戦争中の1942年（昭和17年）3月、「米英を相手に戦争したらどうなるか分からない」と同僚神父に話したとして旧陸軍刑法違反で逮捕された。4回の公判の後、無罪となり釈放された。
釈放された後の1944年（昭和19年）10月に横浜に移り、1943年（昭和18年）香港沖で殉死した井出口三代市を継いで横浜教区長となった。1945年（昭和20年）4月にはバチカンのローマ教皇ピウス12世に対し、太平洋戦争の平和的解決についてメッセージを送っていた、とされる。ただし、それはアメリカ戦略事務局（Office of Strategic Services）の情報源のスパイ・ベッセル（コードネーム）の報告書によるものだが、ベッセルの報告内容には偽情報の多い時期があり、この件においても戸田を「皇族の一員」とする誤りがあるため、信憑性のある内容かどうかは分からない。
終戦当時、山手教会は海軍に接収されていたが、教会を海軍に引き渡す時に「残念ながら、この戦争は日本の負けです。8月15日には終戦になるでしょう。それは、宣戦布告が12月8日、マリア様の無原罪の御宿りの祝日だったから、8月15日、マリア様の被昇天の祝日に終結するのがふさわしいからです」と語っていた。
終戦日の翌日である8月16日に山手教会に行き、海軍に山手教会を早く返還するよう要請している。その2日後の18日午後、保土ヶ谷教会で射殺体となって発見された。教会内の建物を借りていた保健所の人は、その日に憲兵が1人見えたと証言している。
亡骸は解剖の後、内野作蔵浦和教区長によって8月22日に葬儀が営まれたが、戦後の混乱のために会葬者はわずか十数名であった。事件から約10年後、吉祥寺教会に「わたしは戸田教区長を射殺した者です。今は心から罪を悔いています。どうしたらよいでしょうか」と訴える者が現れたが、警察に通報されることもなく姿を消した。当時、横浜地区にいた憲兵の一人だとされるが詳細は不明。